# Carlos Maderna
Carlos Hugo Maderna (4 d'agost de 1910 - 23 de gener de 1976), fou un jugador d'escacs argentí.

## Resultats destacats en competició
Fou dos cops Campió de l'Argentina; el 1940 guanyà un matx pel títol contra Luis Piazzini (8 : 6), després perdé un matx contra Carlos Guimard (1 : 8) el 1941, i guanyà el títol novament després d'un play-off contra Jacobo Bolbochán i Heinrich Reinhardt el 1950/51.
El 1928, empatà als llocs 4t-5è al Torneig Internacional de Mar del Plata (el campió fou Roberto Grau). El 1931, guanyà, per davant de Savielly Tartakower a Buenos Aires (Torneig Internacional Geniol).
El 1934/35 fou 16è al Campionat d'escacs de Sud-amèrica a Buenos Aires (el campió fou Piazzini). El 1938, empatà als llocs 5è-6è a Montevideo (Carrasco, el campió fou Aleksandr Alekhin). El 1948, va guanyar a Santa Fe.

### Torneigs zonals
Maderna participà en el primer i segon Zonals Sud-Americans. Fou 3r, rere Erich Eliskases i Julio Bolbochán, a Mar del Plata / Buenos Aires 1951, i empatà als llocs 11è-12è a Mar del Plata / Buenos Aires 1954 (el campió fou Oscar Panno).

### Participació en olimpíades
Maderna va participar, representant l'Argentina en dues Olimpíades d'escacs:
- El 1928 al segon tauler a la II Olimpíada d'escacs a La Haia (+5 -5 =1);[6][7]
- El 1935 al quart tauler a la VI Olimpíada d'escacs a Varsòvia (+5 -4 =10).[8]